# Tipula (Lunatipula) iberica spinula
Tipula (Lunatipula) iberica spinula is een ondersoort van de tweevleugelige Tipula (Lunatipula) iberica uit de familie langpootmuggen (Tipulidae). De ondersoort komt voor in het Palearctisch gebied.